# باکاواژوو
باکاواژوو (به لهستانی:  Bakałarzewo) یک روستا در لهستان است که در گمینا باکاواژوو واقع شده است. باکاواژوو ۸۲۰ نفر جمعیت دارد.

## خواهرخوانده
شهر اتر (بلژیک) خواهرخواندهٔ باکاواژوو هست.